# 극장판 하트캐치 프리큐어! 꽃의 도시에서 패션쇼...입니까!?
《극장판 하트캐치 프리큐어! 꽃의 도시에서 패션쇼...입니까!?》(일본어: 映画 ハートキャッチプリキュア! 花の都でファッションショー…ですか!?)는 하트캐치 프리큐어!의 극장판 애니메이션. 2010년 10월 30일 공개. 큐어 선샤인, 큐어 문라이트, 포푸리, 코페(인간이 된 상태 포함)가 영화 첫 등장. 지금까지의 프리큐어 극장판은 주 무대가 이계였지만 본작은 현실의 프랑스 파리를 배경으로 하고 있다. 실재하는 외국을 무대를 삼은 것은 이번이 처음이다.

## 참고 자료
- “映画ハートキャッチプリキュア！花の都でファッションショー…ですか！？ 公式サイト 東映アニメーション”. 2021년 8월 28일에 확인함.